# Sniper: Ghost Warrior
Sniper: Ghost Warrior, è un videogioco di tipo sparatutto in prima persona a tema stealth prodotto e distribuito dalla City Interactive, uscito il 24 giugno 2010 per Microsoft Windows tramite Steam, il 29 giugno 2010 per Xbox 360 e il 28 aprile 2011 per PlayStation 3.
Il gioco è basato sul ruolo del cecchino militare: gli sviluppatori hanno infatti notato che l'interesse da parte del pubblico verso questa figura è in aumento in gran parte a causa di trasmissioni su canali come The History Channel o The Military Channel. L'obiettivo del gioco è quello di collaborare con una squadra di tiratori scelti inviati in territorio ostile, nel tentativo di aiutare i ribelli di Isla Trueno, un paese latino-americano fittizio, nella lotta contro una forza militare che ha rovesciato il suo governo in un colpo di Stato.

## Trama
Il giocatore viene chiamato ad impersonare tre personaggi dai diversi ruoli durante le varie missioni: un cecchino, il sergente Tyler Wells, per operazioni a lungo raggio ed azioni stealth di infiltrazione; un operatore Delta Force, Private Anderson, per operazioni d'assalto e supporto; ed un ribelle messicano, El Trejon, per le missioni che comportano scontri a fuoco diretto.

Una scena del gameplay

La trama principale narra dell'invio di una speciale unità altamente qualificata che viene inviata nel paese immaginario di Isla Trueno, il cui obiettivo è quello di aiutare la forza ribelle contro la milizia ed i suoi capi, che si sono appropriati militarmente del paese tramite un colpo di Stato.

## Modalità di gioco
Il gioco può essere affrontato sia in singolo che in multigiocatore online e offline.
Il gameplay presenta elementi tipici degli sparatutto in prima persona dove il giocatore dovrà controllare, alternandoli, un cecchino ed un osservatore, entrambi impegnati a rovesciare il governo dittatoriale di un'isola tropicale, sfruttando attacchi estremamente precisi. Nei panni del cecchino bisognerà colpire i propri nemici senza andare nell'occhio mentre con l'osservatore ci si potrà scatenare molto più liberamente in assalti frontali.
Gli aspetti caratteristici del cecchinaggio sono stati replicati con molta attenzione, includendo elementi come la necessità di controllare il proprio battito cardiaco attraverso la respirazione, percepire l'eventuale influenza del vento sulla traiettoria e l'efficacia dell'occultamento. Le missioni prevedono un approccio lento e ragionato, dove sarà necessario muoversi silenziosamente ed evitare gli scontri superflui.

## Accoglienza
Sniper: Ghost Warrior ha ricevuto una valutazione mediocre se non negativa da parte della critica, con un punteggio medio da parte di Metacritic del 54%.
IGN ha dato al gioco il punteggio di 5,5, complimentandosi per la meccanica del puntamento di precisione del gioco, ma criticando il design del gioco e gli scenari incentrati sull'assalto e sulle azioni non stealth.
Gamespot ha anche assegnato a Sniper un punteggio di 5,5, dando opinioni positive sulla grafica del gioco e valutando soddisfacente la bullet-cam del cecchino, ma criticando la difficoltà assurda del gioco in alcune sue parti e l'intelligenza artificiale dei nemici «che va da individui sconsiderati a magici rilevamenti istantanei».
Eurogamer ha dato al gioco il punteggio 2/10, citando problemi di grafica e pessima IA. GameZone ha dato al gioco la valutazione di 4,5/10, dicendo: «La campagna a giocatore singolo è di una lunghezza decente, e c'è anche un multiplayer online (se si può trovare qualcuno con cui giocare). Sfortunatamente, Sniper è un'esperienza piacevole per un numero di persone molto limitato; solo giocatori con estrema pazienza e la passione per fucili da cecchino potrebbero divertirsi».
G4's X-Play ha dato al gioco il punteggio di 2/5, sostenendo che il suo concetto di gioco è interessante. Tuttavia l'IA nemica o è molto bassa o molto elevata, ed anche il gioco ha un certo numero di difetti, alcuni dei quali possono causare la morte al personaggio del giocatore, qualora si manifestino.
La rivista Play Generation diede alla versione per PlayStation 3 un punteggio di 67/100, apprezzando il fascino dell'ambientazione e la resa dei principali elementi del cecchinaggio e come contro le fasi d'azione degne di uno sparatutto di dieci anni prima, la IA scarsa e le modalità multiplayer limitate, finendo per trovarlo un'idea originale rovinata dall'incapacità dei suoi autori, i quali se avessero migliorato un po' la IA e le fasi d'azione, ci si sarebbe trovati dinanzi ad un piccolo classico.

## Sequel
Sniper: Ghost Warrior 2 è uscito il 15 marzo 2013.